# Kaïra Shopping
 (juin 2014).
Kaïra Shopping est un programme court d'humour coproduit par Save Ferris Production et diffusé à partir du 30 janvier 2009 sur Canal+.

## Résumé
Créé par Franck Gastambide qui souhaitait mettre en scène ses propres influences banlieusardes et repéré par les producteurs de Save Ferris sur le web en 2008, le concept est celui d’un téléshopping version « caille-ra », où le rôle de Pierre Bellemare est tenu par Medi Sadoun (Abdelkrim), secondé par Franck Gastambide (Moustène), et leur mascotte, Jib Pocthier (Momo). Chaque épisode est une parodie d'émission de téléshopping, où les trois personnages s'efforcent de vendre des produits incongrus, comme de fausses cartes de police, ou encore un ours.
Les pilotes sont présentés par Save Ferris à Canal+ qui sont satisfaits du contenu, et c'est d'abord dans le Groland Mag'zine que les personnages de Kaïra Shopping apparaissent, avant que Kaïra Shopping devienne la première web-série de Canal+, et soit également diffusée sur Canal+ décalé. Kaïra Shopping est, dès le démarrage, proposé par Save Ferris à Pepsi qui devient le sponsor du programme sur le web.
Au printemps 2009 s’appuyant sur les 4 millions d’internautes fans de la série, la marque de soda fait des acteurs de Kaïra Shopping les ambassadeurs officiels de la marque et joue dans une série de publicités destinées à la télévision. Après avoir figuré dans divers festivals, à la rentrée 2009, l'émission est ensuite diffusée sur Canal+ dans Fabulous Sport, puis dans le 6/9 d’NRJ. 
En avril 2010, un nouveau site hub est lancé (kairashopping.fr) accompagné d’une nouvelle campagne de publicité pour Pepsi avec Éric Cantona. 
Après la sortie nationale du DVD Kaïra Shopping, Save Ferris et les créateurs de l'émission se tournent vers le cinéma. Les trois acteurs ont tourné dans Il reste du jambon ?, le premier film réalisé par Anne Depétrini au côté de Ramzy Bedia. Ils signent également un contrat de coproduction de leur propre long-métrage avec Mandarin Cinéma et de développement avec Studio Canal. Le film, Les Kaïra, sort en juillet 2012.

## Festivals
- Septembre 2009 : Sélection officielle au festival de la Rochelle (catégorie “meilleure web série”)
- Octobre 2009 : Sélection officielle dans le Nuit des Formats courts à Aix les Bains
- Décembre 2009 : Sélection officielle au Festival Humour et Media à Montreux
- Février 2010 : Sélection officielle au Festival de Luchon (catégorie “meilleure tv série”)

## Fiche technique
- 50 épisodes
- Format : 1 min 30 s
- Auteur : Franck Gastambide
- Réalisation : Franck Gastambide
- Producteurs : Save Ferris et Canal Plus
- Producteurs délégués : Jean-Charles Felli et Christophe Tomas
- Classification CSA : déconseillé aux moins de 10 ans.

### Interprétation
- Abdelkrim : Medi Sadoun
- Moustène : Franck Gastambide
- Momo : Jib Pocthier